# Lista di asteroidi (353001-354000)
Di seguito una lista di asteroidi dal numero 353001 al 354000 con data di scoperta e scopritore.

## 353001-353100
| Nome     | Designazione provvisoria | Data di scoperta  | Scopritore             |
| -------- | ------------------------ | ----------------- | ---------------------- |
| 353001 - | 2009 BX125               | 29 gennaio 2009   | Spacewatch             |
| 353002 - | 2009 BC127               | 29 gennaio 2009   | Spacewatch             |
| 353003 - | 2009 BK129               | 30 gennaio 2009   | Mt. Lemmon Survey      |
| 353004 - | 2009 BH141               | 30 gennaio 2009   | Spacewatch             |
| 353005 - | 2009 BQ143               | 30 gennaio 2009   | Spacewatch             |
| 353006 - | 2009 BQ145               | 17 marzo 2005     | Mt. Lemmon Survey      |
| 353007 - | 2009 BE149               | 31 gennaio 2009   | Spacewatch             |
| 353008 - | 2009 BV150               | 28 gennaio 2009   | CSS                    |
| 353009 - | 2009 BJ152               | 28 gennaio 2009   | CSS                    |
| 353010 - | 2009 BH156               | 31 gennaio 2009   | Spacewatch             |
| 353011 - | 2009 BY156               | 31 gennaio 2009   | Spacewatch             |
| 353012 - | 2009 BP161               | 31 gennaio 2009   | PMO NEO Survey Program |
| 353013 - | 2009 BD163               | 31 gennaio 2009   | Spacewatch             |
| 353014 - | 2009 BF166               | 31 gennaio 2009   | Spacewatch             |
| 353015 - | 2009 BM167               | 29 gennaio 2009   | CSS                    |
| 353016 - | 2009 BX169               | 18 gennaio 2009   | Spacewatch             |
| 353017 - | 2009 BE170               | 17 gennaio 2009   | Spacewatch             |
| 353018 - | 2009 BX170               | 16 gennaio 2009   | Spacewatch             |
| 353019 - | 2009 BU173               | 20 gennaio 2009   | Spacewatch             |
| 353020 - | 2009 BN174               | 25 gennaio 2009   | Spacewatch             |
| 353021 - | 2009 BK175               | 6 ottobre 2008    | Mt. Lemmon Survey      |
| 353022 - | 2009 BF178               | 31 gennaio 2009   | Spacewatch             |
| 353023 - | 2009 BY180               | 28 gennaio 2009   | CSS                    |
| 353024 - | 2009 BW182               | 20 gennaio 2009   | Mt. Lemmon Survey      |
| 353025 - | 2009 BV186               | 25 gennaio 2009   | LINEAR                 |
| 353026 - | 2009 BJ188               | 19 gennaio 2009   | CSS                    |
| 353027 - | 2009 CX7                 | 1º febbraio 2009  | Mt. Lemmon Survey      |
| 353028 - | 2009 CV15                | 3 febbraio 2009   | Spacewatch             |
| 353029 - | 2009 CH17                | 2 febbraio 2009   | Spacewatch             |
| 353030 - | 2009 CJ21                | 1º febbraio 2009  | Spacewatch             |
| 353031 - | 2009 CX22                | 1º febbraio 2009  | Spacewatch             |
| 353032 - | 2009 CL25                | 1º febbraio 2009  | Spacewatch             |
| 353033 - | 2009 CX27                | 1º febbraio 2009  | Spacewatch             |
| 353034 - | 2009 CZ29                | 1º febbraio 2009  | Spacewatch             |
| 353035 - | 2009 CG32                | 1º febbraio 2009  | Spacewatch             |
| 353036 - | 2009 CQ34                | 17 gennaio 2009   | Spacewatch             |
| 353037 - | 2009 CY40                | 13 febbraio 2009  | Spacewatch             |
| 353038 - | 2009 CW43                | 14 febbraio 2009  | Mt. Lemmon Survey      |
| 353039 - | 2009 CM46                | 14 febbraio 2009  | Spacewatch             |
| 353040 - | 2009 CO47                | 14 febbraio 2009  | Spacewatch             |
| 353041 - | 2009 CO51                | 14 febbraio 2009  | OAM                    |
| 353042 - | 2009 CP53                | 14 febbraio 2009  | OAM                    |
| 353043 - | 2009 CG59                | 5 febbraio 2009   | Spacewatch             |
| 353044 - | 2009 DU1                 | 14 settembre 2003 | NEAT                   |
| 353045 - | 2009 DT9                 | 18 febbraio 2009  | LINEAR                 |
| 353046 - | 2009 DZ14                | 20 febbraio 2009  | Calvin College         |
| 353047 - | 2009 DP25                | 21 febbraio 2009  | Mt. Lemmon Survey      |
| 353048 - | 2009 DG26                | 17 febbraio 2009  | LINEAR                 |
| 353049 - | 2009 DN28                | 1º febbraio 2009  | Spacewatch             |
| 353050 - | 2009 DZ35                | 20 febbraio 2009  | Spacewatch             |
| 353051 - | 2009 DA42                | 19 febbraio 2009  | OAM                    |
| 353052 - | 2009 DN42                | 18 febbraio 2009  | OAM                    |
| 353053 - | 2009 DT45                | 25 gennaio 2009   | Spacewatch             |
| 353054 - | 2009 DJ49                | 19 febbraio 2009  | Spacewatch             |
| 353055 - | 2009 DU50                | 19 febbraio 2009  | Spacewatch             |
| 353056 - | 2009 DK52                | 22 febbraio 2009  | Spacewatch             |
| 353057 - | 2009 DC54                | 22 febbraio 2009  | Spacewatch             |
| 353058 - | 2009 DM56                | 22 febbraio 2009  | Spacewatch             |
| 353059 - | 2009 DV58                | 22 febbraio 2009  | Spacewatch             |
| 353060 - | 2009 DB64                | 22 febbraio 2009  | Spacewatch             |
| 353061 - | 2009 DM65                | 22 febbraio 2009  | Spacewatch             |
| 353062 - | 2009 DZ66                | 24 febbraio 2009  | Mt. Lemmon Survey      |
| 353063 - | 2009 DJ69                | 26 febbraio 2009  | CSS                    |
| 353064 - | 2009 DO71                | 19 febbraio 2009  | OAM                    |
| 353065 - | 2009 DZ75                | 21 febbraio 2009  | Mt. Lemmon Survey      |
| 353066 - | 2009 DG77                | 22 febbraio 2009  | OAM                    |
| 353067 - | 2009 DU78                | 21 febbraio 2009  | Spacewatch             |
| 353068 - | 2009 DY78                | 21 febbraio 2009  | Spacewatch             |
| 353069 - | 2009 DJ82                | 24 febbraio 2009  | Spacewatch             |
| 353070 - | 2009 DJ83                | 24 febbraio 2009  | Spacewatch             |
| 353071 - | 2009 DP83                | 24 febbraio 2009  | Spacewatch             |
| 353072 - | 2009 DZ86                | 27 febbraio 2009  | Spacewatch             |
| 353073 - | 2009 DE88                | 27 febbraio 2009  | Spacewatch             |
| 353074 - | 2009 DA92                | 27 febbraio 2009  | Spacewatch             |
| 353075 - | 2009 DO94                | 28 febbraio 2009  | Mt. Lemmon Survey      |
| 353076 - | 2009 DG95                | 28 febbraio 2009  | Spacewatch             |
| 353077 - | 2009 DH95                | 28 febbraio 2009  | Teamo, N.              |
| 353078 - | 2009 DV98                | 26 febbraio 2009  | Spacewatch             |
| 353079 - | 2009 DD104               | 26 febbraio 2009  | Spacewatch             |
| 353080 - | 2009 DE104               | 26 febbraio 2009  | Spacewatch             |
| 353081 - | 2009 DN105               | 26 febbraio 2009  | Spacewatch             |
| 353082 - | 2009 DU105               | 26 febbraio 2009  | Spacewatch             |
| 353083 - | 2009 DG106               | 27 febbraio 2009  | CSS                    |
| 353084 - | 2009 DK111               | 24 febbraio 2009  | CSS                    |
| 353085 - | 2009 DO112               | 26 febbraio 2009  | CSS                    |
| 353086 - | 2009 DV114               | 26 febbraio 2009  | Mt. Lemmon Survey      |
| 353087 - | 2009 DB115               | 26 febbraio 2009  | CSS                    |
| 353088 - | 2009 DF118               | 27 febbraio 2009  | Spacewatch             |
| 353089 - | 2009 DV120               | 27 febbraio 2009  | Spacewatch             |
| 353090 - | 2009 DR134               | 28 febbraio 2009  | Spacewatch             |
| 353091 - | 2009 DB137               | 28 febbraio 2009  | Spacewatch             |
| 353092 - | 2009 DP139               | 25 febbraio 2009  | Siding Spring Survey   |
| 353093 - | 2009 DA141               | 27 febbraio 2009  | CSS                    |
| 353094 - | 2009 DC141               | 19 febbraio 2009  | Spacewatch             |
| 353095 - | 2009 DE141               | 19 febbraio 2009  | Spacewatch             |
| 353096 - | 2009 ED12                | 2 marzo 2009      | Spacewatch             |
| 353097 - | 2009 EP14                | 15 marzo 2009     | Spacewatch             |
| 353098 - | 2009 EX14                | 15 marzo 2009     | Spacewatch             |
| 353099 - | 2009 EM16                | 15 marzo 2009     | Spacewatch             |
| 353100 - | 2009 EF17                | 15 marzo 2009     | Spacewatch             |

## 353101-353200
| Nome              | Designazione provvisoria | Data di scoperta  | Scopritore                        |
| ----------------- | ------------------------ | ----------------- | --------------------------------- |
| 353101 -          | 2009 ET18                | 15 marzo 2009     | Spacewatch                        |
| 353102 -          | 2009 EZ19                | 15 marzo 2009     | CSS                               |
| 353103 -          | 2009 EK22                | 25 ottobre 2001   | Sloan Digital Sky Survey          |
| 353104 -          | 2009 ET22                | 3 marzo 2009      | Spacewatch                        |
| 353105 -          | 2009 EG24                | 1º marzo 2009     | Spacewatch                        |
| 353106 -          | 2009 EM26                | 15 marzo 2009     | Astronomical Research Observatory |
| 353107 -          | 2009 EP28                | 3 marzo 2009      | CSS                               |
| 353108 -          | 2009 FV1                 | 17 marzo 2009     | BATTeRS                           |
| 353109 -          | 2009 FV2                 | 18 marzo 2009     | Kugel, F.                         |
| 353110 -          | 2009 FA3                 | 16 febbraio 2004  | Spacewatch                        |
| 353111 -          | 2009 FR7                 | 24 febbraio 2009  | Spacewatch                        |
| 353112 -          | 2009 FO8                 | 16 marzo 2009     | Spacewatch                        |
| 353113 -          | 2009 FV13                | 16 marzo 2009     | Kugel, F.                         |
| 353114 -          | 2009 FR14                | 20 marzo 2009     | Ory, M.                           |
| 353115 -          | 2009 FW15                | 17 marzo 2009     | Spacewatch                        |
| 353116 -          | 2009 FL19                | 21 marzo 2009     | Ory, M.                           |
| 353117 -          | 2009 FE24                | 20 marzo 2009     | OAM                               |
| 353118 -          | 2009 FJ24                | 20 marzo 2009     | OAM                               |
| 353119 -          | 2009 FJ26                | 1º marzo 2009     | Spacewatch                        |
| 353120 -          | 2009 FC37                | 24 marzo 2009     | Mt. Lemmon Survey                 |
| 353121 -          | 2009 FO37                | 24 marzo 2009     | Mt. Lemmon Survey                 |
| 353122 -          | 2009 FF50                | 28 marzo 2009     | CSS                               |
| 353123 -          | 2009 FW50                | 28 marzo 2009     | Spacewatch                        |
| 353124 -          | 2009 FZ50                | 28 marzo 2009     | Spacewatch                        |
| 353125 -          | 2009 FK51                | 28 marzo 2009     | Mt. Lemmon Survey                 |
| 353126 -          | 2009 FA58                | 19 febbraio 2009  | Spacewatch                        |
| 353127 -          | 2009 FR58                | 21 marzo 2009     | Mt. Lemmon Survey                 |
| 353128 -          | 2009 FZ58                | 22 marzo 2009     | Mt. Lemmon Survey                 |
| 353129 -          | 2009 FS59                | 28 marzo 2009     | CSS                               |
| 353130 -          | 2009 FU59                | 29 marzo 2009     | CSS                               |
| 353131 -          | 2009 FX61                | 19 marzo 2009     | Spacewatch                        |
| 353132 -          | 2009 FS67                | 21 marzo 2009     | Spacewatch                        |
| 353133 -          | 2009 FZ67                | 31 marzo 2009     | Spacewatch                        |
| 353134 -          | 2009 FP71                | 31 marzo 2009     | CSS                               |
| 353135 -          | 2009 FR71                | 23 marzo 2009     | Mt. Lemmon Survey                 |
| 353136 -          | 2009 FW75                | 23 marzo 2009     | Spacewatch                        |
| 353137 -          | 2009 GU1                 | 12 aprile 2009    | Ries, W.                          |
| 353138 -          | 2009 GX4                 | 15 aprile 2009    | Siding Spring Survey              |
| 353139 -          | 2009 HG4                 | 17 aprile 2009    | Spacewatch                        |
| 353140 -          | 2009 HE5                 | 17 aprile 2009    | Spacewatch                        |
| 353141 -          | 2009 HK8                 | 17 aprile 2009    | Spacewatch                        |
| 353142 -          | 2009 HR8                 | 17 aprile 2009    | Spacewatch                        |
| 353143 -          | 2009 HT11                | 19 aprile 2009    | Spacewatch                        |
| 353144 -          | 2009 HV12                | 16 aprile 2009    | CSS                               |
| 353145 -          | 2009 HJ16                | 18 aprile 2009    | Spacewatch                        |
| 353146 -          | 2009 HS16                | 18 aprile 2009    | Spacewatch                        |
| 353147 -          | 2009 HT26                | 11 gennaio 2008   | Mt. Lemmon Survey                 |
| 353148 -          | 2009 HU28                | 18 aprile 2009    | CSS                               |
| 353149 -          | 2009 HS34                | 20 aprile 2009    | Spacewatch                        |
| 353150 -          | 2009 HH39                | 18 aprile 2009    | Spacewatch                        |
| 353151 -          | 2009 HY41                | 20 aprile 2009    | Spacewatch                        |
| 353152 -          | 2009 HM42                | 20 aprile 2009    | Spacewatch                        |
| 353153 -          | 2009 HN48                | 19 aprile 2009    | Spacewatch                        |
| 353154 -          | 2009 HT48                | 19 aprile 2009    | CSS                               |
| 353155 -          | 2009 HN63                | 22 aprile 2009    | Mt. Lemmon Survey                 |
| 353156 -          | 2009 HK64                | 22 aprile 2009    | Spacewatch                        |
| 353157 -          | 2009 HG65                | 23 aprile 2009    | Spacewatch                        |
| 353158 -          | 2009 HY65                | 23 aprile 2009    | Spacewatch                        |
| 353159 -          | 2009 HE70                | 2 ottobre 2006    | Mt. Lemmon Survey                 |
| 353160 -          | 2009 HW73                | 19 aprile 2009    | CSS                               |
| 353161 -          | 2009 HX84                | 27 aprile 2009    | PMO NEO Survey Program            |
| 353162 -          | 2009 HT89                | 29 aprile 2009    | Spacewatch                        |
| 353163 -          | 2009 HR100               | 30 aprile 2009    | Spacewatch                        |
| 353164 -          | 2009 HE104               | 21 aprile 2009    | Spacewatch                        |
| 353165 -          | 2009 HQ106               | 3 maggio 2005     | Spacewatch                        |
| 353166 -          | 2009 JP6                 | 13 maggio 2009    | Spacewatch                        |
| 353167 -          | 2009 JU17                | 2 maggio 2009     | Mt. Lemmon Survey                 |
| 353168 -          | 2009 KR3                 | 17 maggio 2009    | Spacewatch                        |
| 353169 -          | 2009 KE4                 | 24 maggio 2009    | CSS                               |
| 353170 -          | 2009 KH6                 | 11 novembre 2006  | Spacewatch                        |
| 353171 Cosmebauçà | 2009 LU                  | 11 giugno 2009    | OAM                               |
| 353172 -          | 2009 LG3                 | 12 giugno 2009    | Spacewatch                        |
| 353173 -          | 2009 LZ4                 | 14 giugno 2009    | Spacewatch                        |
| 353174 -          | 2009 MQ1                 | 16 maggio 2009    | Spacewatch                        |
| 353175 -          | 2009 ML3                 | 19 giugno 2009    | Spacewatch                        |
| 353176 -          | 2009 MA7                 | 23 giugno 2009    | Kugel, F.                         |
| 353177 -          | 2009 OF21                | 29 luglio 2009    | OAM                               |
| 353178 -          | 2009 QK59                | 28 agosto 2009    | Spacewatch                        |
| 353179 -          | 2009 RA12                | 12 settembre 2009 | Spacewatch                        |
| 353180 -          | 2009 RG14                | 12 settembre 2009 | Spacewatch                        |
| 353181 -          | 2009 RW31                | 14 febbraio 2002  | Spacewatch                        |
| 353182 -          | 2009 RR63                | 15 settembre 2009 | Spacewatch                        |
| 353183 -          | 2009 RF64                | 15 settembre 2009 | Spacewatch                        |
| 353184 -          | 2009 RQ64                | 15 settembre 2009 | Spacewatch                        |
| 353185 -          | 2009 RT64                | 15 settembre 2009 | Spacewatch                        |
| 353186 -          | 2009 RR67                | 4 settembre 2008  | Spacewatch                        |
| 353187 -          | 2009 RK68                | 20 settembre 2008 | Mt. Lemmon Survey                 |
| 353188 -          | 2009 RR68                | 15 settembre 2009 | Spacewatch                        |
| 353189 Iasus      | 2009 RQ76                | 13 settembre 2009 | Palomar Transient Factory         |
| 353190 -          | 2009 ST                  | 16 settembre 2009 | Mt. Lemmon Survey                 |
| 353191 -          | 2009 SJ48                | 16 settembre 2009 | Spacewatch                        |
| 353192 -          | 2009 ST50                | 17 settembre 2009 | Spacewatch                        |
| 353193 -          | 2009 SH58                | 13 febbraio 2002  | Sloan Digital Sky Survey          |
| 353194 -          | 2009 SM100               | 17 settembre 2009 | Cernis, K., Zdanavicius, J.       |
| 353195 -          | 2009 SP119               | 13 febbraio 2002  | Sloan Digital Sky Survey          |
| 353196 -          | 2009 SF156               | 4 settembre 2008  | Spacewatch                        |
| 353197 -          | 2009 SW185               | 21 settembre 2009 | Spacewatch                        |
| 353198 -          | 2009 SB200               | 7 settembre 2008  | Mt. Lemmon Survey                 |
| 353199 -          | 2009 SU211               | 23 settembre 2009 | Mt. Lemmon Survey                 |
| 353200 -          | 2009 SA246               | 17 settembre 2009 | Spacewatch                        |

## 353201-353300
| Nome           | Designazione provvisoria | Data di scoperta  | Scopritore           |
| -------------- | ------------------------ | ----------------- | -------------------- |
| 353201 -       | 2009 SP246               | 17 settembre 2009 | Spacewatch           |
| 353202 -       | 2009 SB254               | 26 settembre 2009 | Spacewatch           |
| 353203 -       | 2009 SJ264               | 23 settembre 2009 | Mt. Lemmon Survey    |
| 353204 -       | 2009 SR281               | 25 settembre 2009 | Spacewatch           |
| 353205 -       | 2009 SN318               | 20 settembre 2009 | Spacewatch           |
| 353206 -       | 2009 SY326               | 20 settembre 2009 | CSS                  |
| 353207 -       | 2009 SB330               | 17 settembre 2009 | Mt. Lemmon Survey    |
| 353208 -       | 2009 SZ353               | 17 settembre 2009 | Spacewatch           |
| 353209 -       | 2009 SC354               | 28 settembre 2009 | Mt. Lemmon Survey    |
| 353210 -       | 2009 SO355               | 18 settembre 2009 | CSS                  |
| 353211 -       | 2009 SQ355               | 20 settembre 2009 | Spacewatch           |
| 353212 -       | 2009 SB356               | 24 aprile 2003    | Spacewatch           |
| 353213 -       | 2009 SY356               | 18 settembre 2009 | Spacewatch           |
| 353214 -       | 2009 TA3                 | 12 ottobre 2009   | LINEAR               |
| 353215 -       | 2009 TE12                | 14 ottobre 2009   | CSS                  |
| 353216 -       | 2009 UQ16                | 17 ottobre 2009   | CSS                  |
| 353217 -       | 2009 UG60                | 28 settembre 2009 | Spacewatch           |
| 353218 -       | 2009 UN67                | 17 ottobre 2009   | Mt. Lemmon Survey    |
| 353219 -       | 2009 UZ91                | 27 ottobre 2009   | CSS                  |
| 353220 -       | 2009 WM166               | 21 novembre 2009  | Mt. Lemmon Survey    |
| 353221 -       | 2009 YV                  | 16 novembre 1998  | Spacewatch           |
| 353222 -       | 2009 YD7                 | 16 dicembre 2009  | Rabinowitz, D. L.    |
| 353223 -       | 2010 AT4                 | 3 settembre 2004  | Siding Spring Survey |
| 353224 -       | 2010 AP30                | 5 gennaio 2010    | Spacewatch           |
| 353225 -       | 2010 AO32                | 6 gennaio 2010    | Spacewatch           |
| 353226 -       | 2010 AF94                | 18 luglio 2007    | Mt. Lemmon Survey    |
| 353227 -       | 2010 AP119               | 1º ottobre 2009   | Mt. Lemmon Survey    |
| 353228 -       | 2010 AC121               | 17 settembre 2009 | Mt. Lemmon Survey    |
| 353229 -       | 2010 AA122               | 14 gennaio 2010   | WISE                 |
| 353230 -       | 2010 BJ35                | 3 settembre 2008  | Spacewatch           |
| 353231 -       | 2010 BA68                | 22 gennaio 2010   | WISE                 |
| 353232 Nolwenn | 2010 CB12                | 6 febbraio 2010   | Kurti, S.            |
| 353233 -       | 2010 CV40                | 13 febbraio 2010  | Spacewatch           |
| 353234 -       | 2010 CT44                | 5 gennaio 2003    | Spacewatch           |
| 353235 -       | 2010 CO47                | 12 febbraio 2010  | WISE                 |
| 353236 -       | 2010 CL65                | 9 febbraio 2010   | Spacewatch           |
| 353237 -       | 2010 CQ93                | 14 febbraio 2010  | Spacewatch           |
| 353238 -       | 2010 CM94                | 14 febbraio 2010  | Spacewatch           |
| 353239 -       | 2010 CN107               | 14 febbraio 2010  | Spacewatch           |
| 353240 -       | 2010 CS107               | 14 febbraio 2010  | Spacewatch           |
| 353241 -       | 2010 CA108               | 14 febbraio 2010  | Spacewatch           |
| 353242 -       | 2010 CX120               | 15 febbraio 2010  | CSS                  |
| 353243 -       | 2010 CZ123               | 15 febbraio 2010  | CSS                  |
| 353244 -       | 2010 CF146               | 15 febbraio 2010  | Mt. Lemmon Survey    |
| 353245 -       | 2010 CX170               | 13 febbraio 2010  | Spacewatch           |
| 353246 -       | 2010 DX33                | 20 febbraio 2010  | WISE                 |
| 353247 -       | 2010 DF54                | 23 febbraio 2010  | WISE                 |
| 353248 -       | 2010 EV36                | 12 marzo 2010     | Mt. Lemmon Survey    |
| 353249 -       | 2010 EP37                | 12 gennaio 2010   | Spacewatch           |
| 353250 -       | 2010 EX37                | 12 marzo 2010     | Mt. Lemmon Survey    |
| 353251 -       | 2010 EZ37                | 12 marzo 2010     | Mt. Lemmon Survey    |
| 353252 -       | 2010 EU39                | 11 marzo 2010     | OAM                  |
| 353253 -       | 2010 EQ42                | 4 marzo 2010      | CSS                  |
| 353254 -       | 2010 EG69                | 31 gennaio 2006   | Spacewatch           |
| 353255 -       | 2010 ER69                | 13 marzo 2010     | CSS                  |
| 353256 -       | 2010 EE78                | 8 gennaio 2010    | Mt. Lemmon Survey    |
| 353257 -       | 2010 EF81                | 12 marzo 2010     | Mt. Lemmon Survey    |
| 353258 -       | 2010 EJ83                | 20 ottobre 2008   | Mt. Lemmon Survey    |
| 353259 -       | 2010 EK86                | 13 marzo 2010     | Spacewatch           |
| 353260 -       | 2010 EN105               | 12 marzo 2010     | Mt. Lemmon Survey    |
| 353261 -       | 2010 EA107               | 12 marzo 2010     | Spacewatch           |
| 353262 -       | 2010 ES107               | 12 marzo 2010     | Spacewatch           |
| 353263 -       | 2010 EE109               | 14 marzo 2010     | Spacewatch           |
| 353264 -       | 2010 EM111               | 15 marzo 2010     | Spacewatch           |
| 353265 -       | 2010 EC112               | 12 marzo 2010     | Spacewatch           |
| 353266 -       | 2010 EX112               | 13 marzo 2010     | Spacewatch           |
| 353267 -       | 2010 EY112               | 13 marzo 2010     | Spacewatch           |
| 353268 -       | 2010 ED126               | 13 marzo 2010     | CSS                  |
| 353269 -       | 2010 EB127               | 15 marzo 2010     | CSS                  |
| 353270 -       | 2010 EB135               | 12 marzo 2010     | Spacewatch           |
| 353271 -       | 2010 ER135               | 13 marzo 2010     | Spacewatch           |
| 353272 -       | 2010 EP142               | 8 marzo 2000      | Spacewatch           |
| 353273 -       | 2010 FM24                | 18 marzo 2010     | Spacewatch           |
| 353274 -       | 2010 FX27                | 20 marzo 2010     | CSS                  |
| 353275 -       | 2010 FQ55                | 25 marzo 2010     | Mt. Lemmon Survey    |
| 353276 -       | 2010 FL83                | 19 marzo 2010     | Mt. Lemmon Survey    |
| 353277 -       | 2010 FP84                | 15 marzo 2010     | Mt. Lemmon Survey    |
| 353278 -       | 2010 FS84                | 26 marzo 2010     | Spacewatch           |
| 353279 -       | 2010 FO91                | 26 gennaio 2006   | Mt. Lemmon Survey    |
| 353280 -       | 2010 FY92                | 21 marzo 2010     | Spacewatch           |
| 353281 -       | 2010 FN95                | 25 marzo 2010     | Spacewatch           |
| 353282 -       | 2010 GZ27                | 6 aprile 2010     | Mt. Lemmon Survey    |
| 353283 -       | 2010 GW30                | 28 ottobre 2008   | Spacewatch           |
| 353284 -       | 2010 GH31                | 9 gennaio 2010    | WISE                 |
| 353285 -       | 2010 GM35                | 29 ottobre 2008   | Spacewatch           |
| 353286 -       | 2010 GM75                | 8 aprile 2010     | Crni Vrh             |
| 353287 -       | 2010 GA78                | 8 gennaio 2002    | NEAT                 |
| 353288 -       | 2010 GO97                | 7 aprile 2010     | Spacewatch           |
| 353289 -       | 2010 GS106               | 8 aprile 2010     | Spacewatch           |
| 353290 -       | 2010 GB123               | 3 aprile 2010     | Spacewatch           |
| 353291 -       | 2010 GZ140               | 8 aprile 2010     | Spacewatch           |
| 353292 -       | 2010 GQ145               | 9 aprile 2010     | Mt. Lemmon Survey    |
| 353293 -       | 2010 GU145               | 8 aprile 2010     | CSS                  |
| 353294 -       | 2010 GR154               | 15 aprile 2010    | WISE                 |
| 353295 -       | 2010 GO155               | 15 aprile 2010    | WISE                 |
| 353296 -       | 2010 GC157               | 9 aprile 2010     | Spacewatch           |
| 353297 -       | 2010 HC21                | 28 ottobre 2008   | CSS                  |
| 353298 -       | 2010 HC46                | 23 aprile 2010    | WISE                 |
| 353299 -       | 2010 HF77                | 17 aprile 2010    | Mt. Lemmon Survey    |
| 353300 -       | 2010 HN78                | 20 aprile 2010    | Spacewatch           |

## 353301-353400
| Nome     | Designazione provvisoria | Data di scoperta  | Scopritore                                                |
| -------- | ------------------------ | ----------------- | --------------------------------------------------------- |
| 353301 - | 2010 HQ108               | 21 febbraio 2006  | Mt. Lemmon Survey                                         |
| 353302 - | 2010 HY108               | 26 aprile 2010    | Mt. Lemmon Survey                                         |
| 353303 - | 2010 JV28                | 3 maggio 2010     | Spacewatch                                                |
| 353304 - | 2010 JZ31                | 6 maggio 2010     | Mt. Lemmon Survey                                         |
| 353305 - | 2010 JF34                | 6 maggio 2010     | Mt. Lemmon Survey                                         |
| 353306 - | 2010 JW58                | 7 maggio 2010     | WISE                                                      |
| 353307 - | 2010 JZ76                | 7 maggio 2010     | Mt. Lemmon Survey                                         |
| 353308 - | 2010 JE77                | 11 maggio 2010    | Mt. Lemmon Survey                                         |
| 353309 - | 2010 JC79                | 8 novembre 2007   | Mt. Lemmon Survey                                         |
| 353310 - | 2010 JW114               | 8 aprile 2010     | CSS                                                       |
| 353311 - | 2010 JW125               | 21 dicembre 2006  | Spacewatch                                                |
| 353312 - | 2010 JV127               | 13 maggio 2010    | WISE                                                      |
| 353313 - | 2010 JL152               | 7 maggio 2010     | Mt. Lemmon Survey                                         |
| 353314 - | 2010 JH161               | 21 ottobre 2006   | Mt. Lemmon Survey                                         |
| 353315 - | 2010 KM8                 | 27 febbraio 2006  | Spacewatch                                                |
| 353316 - | 2010 KN17                | 17 maggio 2010    | WISE                                                      |
| 353317 - | 2010 KY36                | 20 maggio 2010    | Mt. Lemmon Survey                                         |
| 353318 - | 2010 KE51                | 22 maggio 2010    | WISE                                                      |
| 353319 - | 2010 KO94                | 27 maggio 2010    | WISE                                                      |
| 353320 - | 2010 LB                  | 2 marzo 2010      | WISE                                                      |
| 353321 - | 2010 LW8                 | 28 maggio 2000    | LINEAR                                                    |
| 353322 - | 2010 LB10                | 2 giugno 2010     | WISE                                                      |
| 353323 - | 2010 LH29                | 6 giugno 2010     | WISE                                                      |
| 353324 - | 2010 LR34                | 9 marzo 2005      | CSS                                                       |
| 353325 - | 2010 LQ63                | 6 giugno 2010     | Spacewatch                                                |
| 353326 - | 2010 LR92                | 23 marzo 2003     | Spacewatch                                                |
| 353327 - | 2010 LB104               | 15 giugno 2010    | LINEAR                                                    |
| 353328 - | 2010 ME27                | 19 giugno 2010    | WISE                                                      |
| 353329 - | 2010 MG44                | 22 giugno 2010    | WISE                                                      |
| 353330 - | 2010 NT6                 | 5 luglio 2010     | Mt. Lemmon Survey                                         |
| 353331 - | 2010 NK17                | 28 febbraio 2008  | Mt. Lemmon Survey                                         |
| 353332 - | 2010 NX81                | 19 novembre 2007  | Mt. Lemmon Survey                                         |
| 353333 - | 2010 OT71                | 25 luglio 2010    | WISE                                                      |
| 353334 - | 2010 OY83                | 18 gennaio 2005   | CSS                                                       |
| 353335 - | 2010 PD12                | 2 agosto 2010     | WISE                                                      |
| 353336 - | 2010 PG26                | 10 agosto 2010    | Spacewatch                                                |
| 353337 - | 2010 PN42                | 17 dicembre 2003  | Spacewatch                                                |
| 353338 - | 2010 RP16                | 31 dicembre 2007  | Mt. Lemmon Survey                                         |
| 353339 - | 2010 RD69                | 18 agosto 2001    | NEAT                                                      |
| 353340 - | 2010 RL182               | 8 gennaio 2002    | Spacewatch                                                |
| 353341 - | 2010 TC133               | 10 febbraio 2007  | Mt. Lemmon Survey                                         |
| 353342 - | 2010 UJ77                | 13 ottobre 2010   | Mt. Lemmon Survey                                         |
| 353343 - | 2010 VD5                 | 2 ottobre 2010    | Mt. Lemmon Survey                                         |
| 353344 - | 2010 VF21                | 9 marzo 2002      | Spacewatch                                                |
| 353345 - | 2010 VM73                | 15 novembre 1995  | Spacewatch                                                |
| 353346 - | 2010 VV78                | 28 settembre 2009 | Mt. Lemmon Survey                                         |
| 353347 - | 2010 VB90                | 19 settembre 2009 | Spacewatch                                                |
| 353348 - | 2010 VR100               | 2 febbraio 2001   | Spacewatch                                                |
| 353349 - | 2010 VT103               | 9 settembre 2007  | Balam, D. D.                                              |
| 353350 - | 2010 VA116               | 28 dicembre 2000  | Spacewatch                                                |
| 353351 - | 2010 VO138               | 27 settembre 2009 | Mt. Lemmon Survey                                         |
| 353352 - | 2010 VK165               | 25 settembre 2009 | Spacewatch                                                |
| 353353 - | 2010 VS173               | 23 marzo 2003     | Spacewatch                                                |
| 353354 - | 2010 VC181               | 6 settembre 2008  | Mt. Lemmon Survey                                         |
| 353355 - | 2010 VQ184               | 7 settembre 2008  | Mt. Lemmon Survey                                         |
| 353356 - | 2010 VZ214               | 18 settembre 2009 | Spacewatch                                                |
| 353357 - | 2010 WD2                 | 15 novembre 1998  | Spacewatch                                                |
| 353358 - | 2010 WG54                | 28 settembre 2008 | Mt. Lemmon Survey                                         |
| 353359 - | 2010 WN60                | 21 aprile 2003    | Spacewatch                                                |
| 353360 - | 2010 WY67                | 24 agosto 2008    | Spacewatch                                                |
| 353361 - | 2010 XV24                | 8 giugno 2005     | Spacewatch                                                |
| 353362 - | 2010 XS47                | 8 ottobre 2010    | CSS                                                       |
| 353363 - | 2010 XP50                | 31 marzo 2003     | LONEOS                                                    |
| 353364 - | 2010 XC77                | 17 novembre 2009  | CSS                                                       |
| 353365 - | 2011 FJ9                 | 27 settembre 2008 | Mt. Lemmon Survey                                         |
| 353366 - | 2011 FH48                | 13 settembre 2005 | CSS                                                       |
| 353367 - | 2011 GG62                | 30 aprile 2006    | CSS                                                       |
| 353368 - | 2011 GT62                | 5 aprile 2003     | Spacewatch                                                |
| 353369 - | 2011 HK8                 | 18 settembre 2009 | CSS                                                       |
| 353370 - | 2011 HO26                | 25 giugno 2003    | LINEAR                                                    |
| 353371 - | 2011 HL62                | 28 maggio 2003    | CSS                                                       |
| 353372 - | 2011 KG8                 | 14 luglio 2001    | NEAT                                                      |
| 353373 - | 2011 KS16                | 23 giugno 2003    | LINEAR                                                    |
| 353374 - | 2011 KA20                | 30 luglio 2006    | Siding Spring Survey                                      |
| 353375 - | 2011 KT47                | 7 ottobre 1977    | van Houten, C. J., van Houten-Groeneveld, I., Gehrels, T. |
| 353376 - | 2011 LD8                 | 6 luglio 2003     | Spacewatch                                                |
| 353377 - | 2011 LE18                | 20 giugno 2006    | Mt. Lemmon Survey                                         |
| 353378 - | 2011 LG19                | 13 giugno 2010    | Tenagra II                                                |
| 353379 - | 2011 LO28                | 1º ottobre 2002   | NEAT                                                      |
| 353380 - | 2011 MB                  | 12 dicembre 2004  | LINEAR                                                    |
| 353381 - | 2011 MA1                 | 1º dicembre 2005  | Spacewatch                                                |
| 353382 - | 2011 MJ7                 | 17 luglio 2002    | NEAT                                                      |
| 353383 - | 2011 MO7                 | 3 settembre 1994  | Elst, E. W.                                               |
| 353384 - | 2011 MT8                 | 3 dicembre 2002   | NEAT                                                      |
| 353385 - | 2011 NK1                 | 29 dicembre 2008  | Mt. Lemmon Survey                                         |
| 353386 - | 2011 NX3                 | 24 marzo 2003     | Spacewatch                                                |
| 353387 - | 2011 NY3                 | 31 marzo 2009     | Spacewatch                                                |
| 353388 - | 2011 OL1                 | 13 settembre 2007 | CSS                                                       |
| 353389 - | 2011 OY3                 | 27 gennaio 2006   | Spacewatch                                                |
| 353390 - | 2011 OB4                 | 29 settembre 2008 | Mt. Lemmon Survey                                         |
| 353391 - | 2011 ON12                | 23 settembre 2000 | LINEAR                                                    |
| 353392 - | 2011 OP17                | 17 maggio 1999    | LONEOS                                                    |
| 353393 - | 2011 OC20                | 21 ottobre 2007   | CSS                                                       |
| 353394 - | 2011 OY20                | 24 settembre 2008 | Spacewatch                                                |
| 353395 - | 2011 OJ23                | 6 agosto 2004     | CINEOS                                                    |
| 353396 - | 2011 OO28                | 27 settembre 2000 | Spacewatch                                                |
| 353397 - | 2011 OG39                | 21 giugno 2007    | LONEOS                                                    |
| 353398 - | 2011 PR                  | 16 gennaio 2005   | Spacewatch                                                |
| 353399 - | 2011 PF5                 | 21 settembre 2000 | LONEOS                                                    |
| 353400 - | 2011 PN7                 | 26 settembre 2008 | Spacewatch                                                |

## 353401-353500
| Nome                  | Designazione provvisoria | Data di scoperta  | Scopritore                                                |
| --------------------- | ------------------------ | ----------------- | --------------------------------------------------------- |
| 353401 -              | 2011 PV8                 | 16 dicembre 2007  | CSS                                                       |
| 353402 -              | 2011 PS10                | 7 ottobre 1996    | Spacewatch                                                |
| 353403 -              | 2011 PM13                | 29 dicembre 2008  | Mt. Lemmon Survey                                         |
| 353404 Laugalys       | 2011 PR13                | 25 settembre 2006 | Moletai                                                   |
| 353405 -              | 2011 PH15                | 23 agosto 2003    | NEAT                                                      |
| 353406 -              | 2011 PK15                | 2 febbraio 2009   | CSS                                                       |
| 353407 -              | 2011 QZ                  | 4 febbraio 2005   | Spacewatch                                                |
| 353408 -              | 2011 QR1                 | 5 ottobre 2002    | NEAT                                                      |
| 353409 Onaka          | 2011 QW3                 | 19 agosto 2011    | Pan-STARRS1                                               |
| 353410 -              | 2011 QX3                 | 3 luglio 2003     | Spacewatch                                                |
| 353411 -              | 2011 QZ8                 | 10 ottobre 2007   | Lulin                                                     |
| 353412 -              | 2011 QH13                | 17 settembre 2006 | CSS                                                       |
| 353413 -              | 2011 QJ14                | 11 luglio 2004    | LINEAR                                                    |
| 353414 -              | 2011 QO14                | 23 agosto 2003    | NEAT                                                      |
| 353415 -              | 2011 QY16                | 2 dicembre 2008   | Mt. Lemmon Survey                                         |
| 353416 -              | 2011 QG17                | 21 marzo 2004     | Spacewatch                                                |
| 353417 -              | 2011 QG18                | 31 gennaio 2006   | Spacewatch                                                |
| 353418 -              | 2011 QO18                | 3 settembre 2007  | Mt. Lemmon Survey                                         |
| 353419 -              | 2011 QK22                | 4 settembre 2008  | Spacewatch                                                |
| 353420 -              | 2011 QL22                | 29 dicembre 2008  | Mt. Lemmon Survey                                         |
| 353421 -              | 2011 QL23                | 17 settembre 2003 | Spacewatch                                                |
| 353422 -              | 2011 QU23                | 9 ottobre 2007    | Spacewatch                                                |
| 353423 -              | 2011 QU27                | 24 settembre 2000 | LINEAR                                                    |
| 353424 -              | 2011 QL32                | 20 marzo 1999     | Sloan Digital Sky Survey                                  |
| 353425 -              | 2011 QX40                | 1º agosto 2010    | WISE                                                      |
| 353426 -              | 2011 QP43                | 25 febbraio 2006  | Spacewatch                                                |
| 353427 -              | 2011 QR43                | 24 agosto 2005    | NEAT                                                      |
| 353428 -              | 2011 QN44                | 21 agosto 2006    | Spacewatch                                                |
| 353429 Fairlamb       | 2011 QP46                | 8 giugno 2011     | Pan-STARRS1                                               |
| 353430 -              | 2011 QQ50                | 4 ottobre 2004    | NEAT                                                      |
| 353431 -              | 2011 QD51                | 25 gennaio 2006   | Spacewatch                                                |
| 353432 Cabrerabalears | 2011 QC54                | 24 luglio 2007    | OAM                                                       |
| 353433 -              | 2011 QX56                | 10 agosto 1994    | Elst, E. W.                                               |
| 353434 -              | 2011 QC60                | 1º dicembre 2008  | Spacewatch                                                |
| 353435 -              | 2011 QK60                | 26 novembre 2005  | Spacewatch                                                |
| 353436 -              | 2011 QW62                | 30 marzo 2003     | LONEOS                                                    |
| 353437 -              | 2011 QP63                | 16 novembre 2006  | Mt. Lemmon Survey                                         |
| 353438 -              | 2011 QJ67                | 16 ottobre 2006   | CSS                                                       |
| 353439 -              | 2011 QT68                | 2 febbraio 1997   | Spacewatch                                                |
| 353440 -              | 2011 QS70                | 19 agosto 1995    | Beijing Schmidt CCD Asteroid Program                      |
| 353441 -              | 2011 QW70                | 28 agosto 2003    | NEAT                                                      |
| 353442 -              | 2011 QD73                | 17 giugno 2007    | Spacewatch                                                |
| 353443 -              | 2011 QW75                | 23 gennaio 2006   | Mt. Lemmon Survey                                         |
| 353444 -              | 2011 QU76                | 17 giugno 2007    | Spacewatch                                                |
| 353445 -              | 2011 QS78                | 4 settembre 2007  | Mt. Lemmon Survey                                         |
| 353446 -              | 2011 QZ90                | 18 dicembre 2003  | Spacewatch                                                |
| 353447 -              | 2011 QB93                | 13 dicembre 2007  | LINEAR                                                    |
| 353448 -              | 2011 QZ97                | 5 settembre 2000  | Sloan Digital Sky Survey                                  |
| 353449 -              | 2011 QP98                | 11 novembre 2007  | Mt. Lemmon Survey                                         |
| 353450 -              | 2011 QU98                | 11 aprile 2002    | LINEAR                                                    |
| 353451 -              | 2011 QZ98                | 15 ottobre 2001   | NEAT                                                      |
| 353452 -              | 2011 RW2                 | 4 marzo 2005      | Spacewatch                                                |
| 353453 -              | 2011 RC4                 | 25 febbraio 2007  | Mt. Lemmon Survey                                         |
| 353454 -              | 2011 RY9                 | 15 novembre 2006  | CSS                                                       |
| 353455 -              | 2011 RE10                | 2 novembre 2007   | Spacewatch                                                |
| 353456 -              | 2011 RR11                | 16 marzo 2009     | Mt. Lemmon Survey                                         |
| 353457 -              | 2011 RG13                | 9 febbraio 2008   | Mt. Lemmon Survey                                         |
| 353458 -              | 2011 RZ14                | 29 agosto 2006    | Spacewatch                                                |
| 353459 -              | 2011 RK16                | 1º agosto 2000    | LINEAR                                                    |
| 353460 -              | 2011 RC19                | 15 gennaio 2004   | Spacewatch                                                |
| 353461 -              | 2011 RD19                | 19 settembre 2006 | CSS                                                       |
| 353462 -              | 2011 RW19                | 8 ottobre 1996    | Spacewatch                                                |
| 353463 -              | 2011 SP                  | 28 dicembre 2005  | Spacewatch                                                |
| 353464 -              | 2011 SS1                 | 28 settembre 2000 | Spacewatch                                                |
| 353465 -              | 2011 SG2                 | 5 ottobre 2002    | NEAT                                                      |
| 353466 -              | 2011 SE4                 | 17 dicembre 2001  | Spacewatch                                                |
| 353467 -              | 2011 SU9                 | 22 ottobre 2006   | Spacewatch                                                |
| 353468 -              | 2011 SG11                | 8 febbraio 2002   | Spacewatch                                                |
| 353469 -              | 2011 SW13                | 24 settembre 2008 | Spacewatch                                                |
| 353470 -              | 2011 SV19                | 11 dicembre 2004  | Spacewatch                                                |
| 353471 -              | 2011 SN27                | 31 agosto 2000    | LINEAR                                                    |
| 353472 -              | 2011 SV27                | 30 luglio 2000    | LINEAR                                                    |
| 353473 -              | 2011 SF28                | 19 marzo 2010     | Spacewatch                                                |
| 353474 -              | 2011 SP28                | 27 giugno 2007    | Spacewatch                                                |
| 353475 -              | 2011 SZ29                | 3 giugno 2010     | WISE                                                      |
| 353476 -              | 2011 ST35                | 18 agosto 2006    | Spacewatch                                                |
| 353477 -              | 2011 SG36                | 31 agosto 2005    | Spacewatch                                                |
| 353478 -              | 2011 SM37                | 14 aprile 2008    | Spacewatch                                                |
| 353479 -              | 2011 ST37                | 25 aprile 2003    | Spacewatch                                                |
| 353480 -              | 2011 SA40                | 26 agosto 2001    | Spacewatch                                                |
| 353481 -              | 2011 SR40                | 26 febbraio 2008  | Mt. Lemmon Survey                                         |
| 353482 -              | 2011 SD45                | 1º ottobre 2008   | Spacewatch                                                |
| 353483 -              | 2011 SS51                | 18 settembre 2004 | LINEAR                                                    |
| 353484 -              | 2011 SY57                | 10 ottobre 2007   | Mt. Lemmon Survey                                         |
| 353485 -              | 2011 SA61                | 9 agosto 2007     | Spacewatch                                                |
| 353486 -              | 2011 SO63                | 9 settembre 1977  | van Houten, C. J., van Houten-Groeneveld, I., Gehrels, T. |
| 353487 -              | 2011 SB64                | 4 ottobre 2000    | LINEAR                                                    |
| 353488 -              | 2011 SF65                | 23 dicembre 2001  | Spacewatch                                                |
| 353489 -              | 2011 ST70                | 4 dicembre 2007   | Spacewatch                                                |
| 353490 -              | 2011 SP71                | 15 gennaio 2009   | Spacewatch                                                |
| 353491 -              | 2011 SZ71                | 30 gennaio 2006   | Spacewatch                                                |
| 353492 -              | 2011 SJ72                | 4 aprile 2010     | CSS                                                       |
| 353493 -              | 2011 SP74                | 30 settembre 2006 | Mt. Lemmon Survey                                         |
| 353494 -              | 2011 SL80                | 22 ottobre 2008   | Spacewatch                                                |
| 353495 -              | 2011 SQ82                | 1º ottobre 2000   | LINEAR                                                    |
| 353496 -              | 2011 SU82                | 8 marzo 2008      | Mt. Lemmon Survey                                         |
| 353497 -              | 2011 SB84                | 18 novembre 2006  | Mt. Lemmon Survey                                         |
| 353498 -              | 2011 SA85                | 2 ottobre 2006    | Mt. Lemmon Survey                                         |
| 353499 -              | 2011 SF86                | 12 settembre 2007 | CSS                                                       |
| 353500 -              | 2011 SK86                | 17 febbraio 2004  | Spacewatch                                                |

## 353501-353600
| Nome               | Designazione provvisoria | Data di scoperta  | Scopritore               |
| ------------------ | ------------------------ | ----------------- | ------------------------ |
| 353501 -           | 2011 SJ88                | 15 settembre 2006 | Spacewatch               |
| 353502 -           | 2011 SZ88                | 17 agosto 2006    | NEAT                     |
| 353503 -           | 2011 SP89                | 15 giugno 2010    | Mt. Lemmon Survey        |
| 353504 -           | 2011 SK90                | 17 giugno 2005    | Mt. Lemmon Survey        |
| 353505 -           | 2011 SY90                | 30 ottobre 2007   | CSS                      |
| 353506 -           | 2011 SD92                | 17 agosto 2006    | NEAT                     |
| 353507 -           | 2011 SW97                | 4 ottobre 2006    | Mt. Lemmon Survey        |
| 353508 -           | 2011 SG98                | 8 ottobre 1993    | Spacewatch               |
| 353509 -           | 2011 SA100               | 4 maggio 2005     | Spacewatch               |
| 353510 -           | 2011 SR100               | 26 marzo 2006     | Spacewatch               |
| 353511 -           | 2011 SA111               | 30 dicembre 2007  | Mt. Lemmon Survey        |
| 353512 -           | 2011 SK111               | 13 aprile 2002    | Spacewatch               |
| 353513 -           | 2011 SR111               | 4 luglio 2005     | Mt. Lemmon Survey        |
| 353514 -           | 2011 SV113               | 4 aprile 2005     | Mt. Lemmon Survey        |
| 353515 -           | 2011 SE115               | 23 marzo 2004     | Spacewatch               |
| 353516 -           | 2011 SV116               | 21 marzo 1999     | Sloan Digital Sky Survey |
| 353517 -           | 2011 SE120               | 23 febbraio 2004  | LINEAR                   |
| 353518 -           | 2011 SZ121               | 12 ottobre 2006   | Spacewatch               |
| 353519 -           | 2011 SS123               | 19 novembre 2006  | Spacewatch               |
| 353520 -           | 2011 SS126               | 28 febbraio 2009  | Spacewatch               |
| 353521 -           | 2011 SE128               | 7 aprile 2003     | Spacewatch               |
| 353522 -           | 2011 SW128               | 17 novembre 2006  | Mt. Lemmon Survey        |
| 353523 -           | 2011 SM131               | 31 gennaio 2006   | Spacewatch               |
| 353524 -           | 2011 SJ133               | 3 ottobre 2006    | Mt. Lemmon Survey        |
| 353525 -           | 2011 SB136               | 4 ottobre 2002    | LINEAR                   |
| 353526 -           | 2011 SO136               | 16 dicembre 2007  | Spacewatch               |
| 353527 -           | 2011 SF139               | 9 ottobre 2007    | Mt. Lemmon Survey        |
| 353528 -           | 2011 SH141               | 17 marzo 2005     | Spacewatch               |
| 353529 -           | 2011 SQ142               | 27 marzo 2000     | Spacewatch               |
| 353530 -           | 2011 SE143               | 4 aprile 2003     | Spacewatch               |
| 353531 -           | 2011 SY143               | 26 agosto 2005    | NEAT                     |
| 353532 -           | 2011 SC156               | 20 febbraio 2009  | Spacewatch               |
| 353533 -           | 2011 SU157               | 6 agosto 2005     | NEAT                     |
| 353534 -           | 2011 SU158               | 17 dicembre 2001  | LINEAR                   |
| 353535 -           | 2011 SY166               | 30 novembre 1997  | Spacewatch               |
| 353536 -           | 2011 ST170               | 16 ottobre 2006   | Mt. Lemmon Survey        |
| 353537 -           | 2011 SQ171               | 1º dicembre 2003  | Spacewatch               |
| 353538 -           | 2011 SS171               | 19 settembre 2006 | Spacewatch               |
| 353539 -           | 2011 SU173               | 9 aprile 2010     | Mt. Lemmon Survey        |
| 353540 -           | 2011 SY174               | 10 marzo 1997     | Spacewatch               |
| 353541 -           | 2011 SE175               | 13 dicembre 2007  | LINEAR                   |
| 353542 -           | 2011 SF175               | 28 agosto 2005    | Spacewatch               |
| 353543 -           | 2011 SA176               | 15 agosto 2005    | Siding Spring Survey     |
| 353544 -           | 2011 SA179               | 3 marzo 2000      | Spacewatch               |
| 353545 -           | 2011 SE180               | 26 settembre 2011 | Spacewatch               |
| 353546 -           | 2011 SS181               | 20 settembre 2006 | LONEOS                   |
| 353547 -           | 2011 SW181               | 28 agosto 2006    | CSS                      |
| 353548 -           | 2011 SJ187               | 14 settembre 2006 | Spacewatch               |
| 353549 -           | 2011 SR188               | 24 agosto 2006    | Pises                    |
| 353550 -           | 2011 SB191               | 19 novembre 2000  | LONEOS                   |
| 353551 -           | 2011 SK194               | 2 aprile 2009     | Spacewatch               |
| 353552 -           | 2011 SD206               | 2 agosto 2000     | Spacewatch               |
| 353553 -           | 2011 SS208               | 27 ottobre 2006   | CSS                      |
| 353554 -           | 2011 SN209               | 28 agosto 2006    | Spacewatch               |
| 353555 -           | 2011 SV211               | 17 agosto 2006    | NEAT                     |
| 353556 -           | 2011 SP217               | 13 novembre 2006  | CSS                      |
| 353557 -           | 2011 SK218               | 11 novembre 2006  | Spacewatch               |
| 353558 -           | 2011 SX221               | 28 settembre 2006 | Mt. Lemmon Survey        |
| 353559 -           | 2011 SZ222               | 24 settembre 2000 | LONEOS                   |
| 353560 -           | 2011 SO223               | 15 marzo 2004     | Spacewatch               |
| 353561 -           | 2011 SN225               | 16 novembre 2006  | Spacewatch               |
| 353562 -           | 2011 SQ228               | 15 settembre 2006 | Spacewatch               |
| 353563 -           | 2011 SA229               | 18 settembre 2006 | Spacewatch               |
| 353564 -           | 2011 SU229               | 4 agosto 2005     | NEAT                     |
| 353565 -           | 2011 SF230               | 28 agosto 2006    | Spacewatch               |
| 353566 -           | 2011 SC231               | 4 ottobre 2002    | NEAT                     |
| 353567 -           | 2011 SM231               | 15 ottobre 2002   | NEAT                     |
| 353568 -           | 2011 ST235               | 20 agosto 2000    | Spacewatch               |
| 353569 -           | 2011 SO245               | 5 novembre 2007   | Mt. Lemmon Survey        |
| 353570 -           | 2011 SA246               | 20 febbraio 2009  | Spacewatch               |
| 353571 -           | 2011 SO249               | 10 novembre 2006  | Spacewatch               |
| 353572 -           | 2011 SA252               | 29 luglio 2005    | NEAT                     |
| 353573 -           | 2011 SK254               | 23 febbraio 2003  | CINEOS                   |
| 353574 -           | 2011 SX255               | 17 gennaio 2004   | Spacewatch               |
| 353575 -           | 2011 SG256               | 10 febbraio 2002  | LINEAR                   |
| 353576 -           | 2011 SM256               | 4 aprile 2003     | Spacewatch               |
| 353577 Gediminas   | 2011 SW259               | 5 gennaio 2008    | Cernis, K., Eglitis, I.  |
| 353578 -           | 2011 SY259               | 20 settembre 2006 | Spacewatch               |
| 353579 -           | 2011 SC262               | 9 marzo 2002      | NEAT                     |
| 353580 -           | 2011 SD272               | 16 settembre 2006 | CSS                      |
| 353581 -           | 2011 SM272               | 13 dicembre 2006  | CSS                      |
| 353582 -           | 2011 SP272               | 26 settembre 2000 | LONEOS                   |
| 353583 -           | 2011 ST274               | 19 ottobre 2006   | Spacewatch               |
| 353584 -           | 2011 SD275               | 20 marzo 2010     | Spacewatch               |
| 353585 -           | 2011 TV                  | 3 ottobre 2006    | Mt. Lemmon Survey        |
| 353586 -           | 2011 TT1                 | 3 ottobre 2006    | Mt. Lemmon Survey        |
| 353587 -           | 2011 TK2                 | 5 dicembre 2002   | Spacewatch               |
| 353588 -           | 2011 TN2                 | 21 luglio 2006    | Mt. Lemmon Survey        |
| 353589 -           | 2011 TM3                 | 19 settembre 2006 | Hug, G.                  |
| 353590 -           | 2011 TG4                 | 23 aprile 2009    | Spacewatch               |
| 353591 -           | 2011 TX7                 | 8 settembre 2011  | Spacewatch               |
| 353592 -           | 2011 TY10                | 13 novembre 2007  | Spacewatch               |
| 353593 -           | 2011 TZ10                | 6 luglio 2005     | Spacewatch               |
| 353594 -           | 2011 TQ11                | 10 novembre 2006  | Lulin                    |
| 353595 Grancanaria | 2011 TL12                | 4 ottobre 2011    | OAM                      |
| 353596 -           | 2011 TM13                | 25 gennaio 2009   | Spacewatch               |
| 353597 -           | 2011 TO15                | 19 maggio 2010    | CSS                      |
| 353598 -           | 2011 TL16                | 29 settembre 2005 | Spacewatch               |
| 353599 -           | 2011 TN17                | 10 luglio 2005    | Siding Spring Survey     |
| 353600 -           | 2011 UV                  | 3 settembre 2000  | LINEAR                   |

## 353601-353700
| Nome           | Designazione provvisoria | Data di scoperta  | Scopritore               |
| -------------- | ------------------------ | ----------------- | ------------------------ |
| 353601 -       | 2011 UC1                 | 18 luglio 2005    | NEAT                     |
| 353602 -       | 2011 UF1                 | 20 settembre 2000 | Spacewatch               |
| 353603 -       | 2011 UH1                 | 21 marzo 1998     | Spacewatch               |
| 353604 -       | 2011 UJ1                 | 16 novembre 2006  | Mt. Lemmon Survey        |
| 353605 -       | 2011 UK1                 | 7 maggio 2000     | LINEAR                   |
| 353606 -       | 2011 US9                 | 2 novembre 2000   | Spacewatch               |
| 353607 -       | 2011 UA11                | 27 marzo 2003     | Spacewatch               |
| 353608 -       | 2011 UH11                | 20 novembre 2007  | Spacewatch               |
| 353609 -       | 2011 UK11                | 23 agosto 2004    | Spacewatch               |
| 353610 -       | 2011 UM14                | 24 giugno 2010    | Mt. Lemmon Survey        |
| 353611 -       | 2011 UE15                | 19 settembre 2007 | Spacewatch               |
| 353612 -       | 2011 UQ21                | 12 settembre 1994 | Spacewatch               |
| 353613 -       | 2011 UJ23                | 25 settembre 1995 | Spacewatch               |
| 353614 -       | 2011 UE31                | 3 ottobre 2005    | CSS                      |
| 353615 -       | 2011 UY32                | 5 dicembre 2007   | Spacewatch               |
| 353616 -       | 2011 UN34                | 1º novembre 2007  | Spacewatch               |
| 353617 -       | 2011 UW34                | 24 dicembre 1998  | Spacewatch               |
| 353618 -       | 2011 UD36                | 28 settembre 2006 | Mt. Lemmon Survey        |
| 353619 -       | 2011 UK37                | 15 maggio 2005    | Mt. Lemmon Survey        |
| 353620 -       | 2011 UX39                | 22 febbraio 2004  | Spacewatch               |
| 353621 -       | 2011 UN40                | 5 novembre 2007   | Spacewatch               |
| 353622 -       | 2011 UF43                | 13 febbraio 2008  | Spacewatch               |
| 353623 -       | 2011 UM48                | 25 settembre 2000 | Spacewatch               |
| 353624 -       | 2011 UC49                | 18 ottobre 2011   | Spacewatch               |
| 353625 -       | 2011 UF50                | 4 marzo 2008      | Mt. Lemmon Survey        |
| 353626 -       | 2011 UH53                | 7 ottobre 2007    | CSS                      |
| 353627 -       | 2011 UQ53                | 18 luglio 2006    | Lulin                    |
| 353628 -       | 2011 UU54                | 28 dicembre 2005  | LINEAR                   |
| 353629 -       | 2011 UT58                | 22 luglio 2007    | Lulin                    |
| 353630 -       | 2011 UP59                | 12 ottobre 1998   | Spacewatch               |
| 353631 -       | 2011 UE62                | 8 febbraio 2008   | CSS                      |
| 353632 -       | 2011 UW71                | 27 agosto 2006    | Spacewatch               |
| 353633 -       | 2011 UP74                | 29 settembre 2000 | Spacewatch               |
| 353634 -       | 2011 UX75                | 17 novembre 2006  | Spacewatch               |
| 353635 -       | 2011 UB77                | 29 aprile 2008    | Mt. Lemmon Survey        |
| 353636 -       | 2011 UO77                | 31 dicembre 2007  | Spacewatch               |
| 353637 -       | 2011 UL78                | 27 agosto 2006    | Spacewatch               |
| 353638 -       | 2011 UR78                | 18 settembre 2006 | Spacewatch               |
| 353639 -       | 2011 UQ81                | 3 maggio 2009     | Spacewatch               |
| 353640 -       | 2011 UJ82                | 7 dicembre 2005   | Spacewatch               |
| 353641 -       | 2011 UF86                | 14 settembre 2006 | Spacewatch               |
| 353642 -       | 2011 UW93                | 13 settembre 2005 | Spacewatch               |
| 353643 -       | 2011 UD95                | 13 marzo 2005     | Mt. Lemmon Survey        |
| 353644 -       | 2011 UG100               | 29 agosto 2006    | Spacewatch               |
| 353645 -       | 2011 UP106               | 30 luglio 2005    | NEAT                     |
| 353646 -       | 2011 UH107               | 18 ottobre 2007   | Mt. Lemmon Survey        |
| 353647 -       | 2011 UT113               | 15 settembre 2006 | Spacewatch               |
| 353648 -       | 2011 UY115               | 13 ottobre 2006   | Spacewatch               |
| 353649 -       | 2011 UL116               | 2 aprile 2005     | Spacewatch               |
| 353650 -       | 2011 UU116               | 31 agosto 2005    | Spacewatch               |
| 353651 -       | 2011 UE117               | 19 ottobre 2006   | Mt. Lemmon Survey        |
| 353652 -       | 2011 UC125               | 4 settembre 2007  | Mt. Lemmon Survey        |
| 353653 -       | 2011 UT125               | 9 agosto 2005     | Wasserman, L. H.         |
| 353654 -       | 2011 UU126               | 3 ottobre 2000    | Spacewatch               |
| 353655 -       | 2011 UM128               | 1º marzo 2008     | Spacewatch               |
| 353656 -       | 2011 UL131               | 13 ottobre 2004   | Spacewatch               |
| 353657 -       | 2011 UT134               | 3 novembre 2000   | Spacewatch               |
| 353658 -       | 2011 US141               | 21 gennaio 2002   | Spacewatch               |
| 353659 -       | 2011 UV150               | 28 settembre 2000 | Spacewatch               |
| 353660 -       | 2011 UB160               | 4 luglio 2005     | Mt. Lemmon Survey        |
| 353661 -       | 2011 UR164               | 18 settembre 2001 | Sloan Digital Sky Survey |
| 353662 -       | 2011 UE175               | 12 febbraio 2004  | Spacewatch               |
| 353663 -       | 2011 UA176               | 27 settembre 1997 | Spacewatch               |
| 353664 -       | 2011 UF188               | 1º giugno 2005    | Mt. Lemmon Survey        |
| 353665 -       | 2011 UD190               | 21 ottobre 2003   | LINEAR                   |
| 353666 -       | 2011 UJ190               | 16 agosto 2006    | NEAT                     |
| 353667 -       | 2011 US193               | 16 ottobre 2006   | CSS                      |
| 353668 -       | 2011 UB196               | 20 novembre 2006  | Spacewatch               |
| 353669 -       | 2011 UP196               | 18 febbraio 2004  | Spacewatch               |
| 353670 -       | 2011 UX204               | 18 novembre 2007  | Mt. Lemmon Survey        |
| 353671 -       | 2011 UU205               | 13 febbraio 2008  | Mt. Lemmon Survey        |
| 353672 -       | 2011 UB217               | 14 dicembre 2007  | Spacewatch               |
| 353673 -       | 2011 UR219               | 1º marzo 2009     | Spacewatch               |
| 353674 -       | 2011 UA220               | 19 settembre 2006 | LONEOS                   |
| 353675 -       | 2011 UZ226               | 20 novembre 2006  | Mt. Lemmon Survey        |
| 353676 -       | 2011 UF229               | 6 aprile 2005     | Mt. Lemmon Survey        |
| 353677 Harald  | 2011 UV235               | 18 gennaio 2002   | ADAS                     |
| 353678 -       | 2011 UK254               | 23 ottobre 2003   | Spacewatch               |
| 353679 -       | 2011 UF257               | 15 marzo 2004     | Spacewatch               |
| 353680 -       | 2011 US264               | 19 gennaio 2004   | Spacewatch               |
| 353681 -       | 2011 US285               | 18 ottobre 2007   | Spacewatch               |
| 353682 Maberry | 2011 UJ286               | 11 giugno 2011    | Pan-STARRS1              |
| 353683 -       | 2011 UH295               | 14 novembre 2002  | Spacewatch               |
| 353684 -       | 2011 UZ302               | 16 settembre 2006 | CSS                      |
| 353685 -       | 2011 UY304               | 31 marzo 2003     | Sarneczky, K.            |
| 353686 -       | 2011 UK306               | 31 marzo 2009     | Spacewatch               |
| 353687 -       | 2011 UP306               | 22 agosto 2007    | LONEOS                   |
| 353688 -       | 2011 UT307               | 22 ottobre 2006   | Mt. Lemmon Survey        |
| 353689 -       | 2011 UT309               | 12 febbraio 2008  | Mt. Lemmon Survey        |
| 353690 -       | 2011 UK322               | 17 settembre 2006 | Spacewatch               |
| 353691 -       | 2011 UT325               | 9 marzo 1999      | Spacewatch               |
| 353692 -       | 2011 UA335               | 21 ottobre 2003   | Spacewatch               |
| 353693 -       | 2011 US335               | 5 novembre 2007   | Mt. Lemmon Survey        |
| 353694 -       | 2011 UO336               | 28 agosto 2006    | LONEOS                   |
| 353695 -       | 2011 UL339               | 30 dicembre 2008  | Spacewatch               |
| 353696 -       | 2011 UC347               | 14 febbraio 2009  | Spacewatch               |
| 353697 -       | 2011 UZ359               | 28 settembre 2006 | Mt. Lemmon Survey        |
| 353698 -       | 2011 UP368               | 29 agosto 2005    | Spacewatch               |
| 353699 -       | 2011 UN379               | 28 agosto 2005    | Siding Spring Survey     |
| 353700 -       | 2011 UX382               | 31 agosto 2005    | Spacewatch               |

## 353701-353800
| Nome                | Designazione provvisoria | Data di scoperta  | Scopritore           |
| ------------------- | ------------------------ | ----------------- | -------------------- |
| 353701 -            | 2011 UL385               | 11 febbraio 2004  | Spacewatch           |
| 353702 -            | 2011 UY390               | 20 gennaio 1996   | Spacewatch           |
| 353703 -            | 2011 UN392               | 30 agosto 2005    | Spacewatch           |
| 353704 -            | 2011 UK394               | 26 ottobre 2005   | Spacewatch           |
| 353705 -            | 2011 UL400               | 27 agosto 2005    | LONEOS               |
| 353706 -            | 2011 UD406               | 25 ottobre 2000   | LINEAR               |
| 353707 -            | 2011 UR407               | 27 agosto 2005    | NEAT                 |
| 353708 -            | 2011 UZ407               | 26 gennaio 2006   | Spacewatch           |
| 353709 -            | 2011 VM                  | 8 febbraio 2002   | NEAT                 |
| 353710 -            | 2011 VH1                 | 31 agosto 2005    | Spacewatch           |
| 353711 -            | 2011 VK4                 | 30 settembre 2006 | CSS                  |
| 353712 -            | 2011 VA6                 | 16 novembre 2006  | Spacewatch           |
| 353713 -            | 2011 VC7                 | 25 ottobre 2005   | CSS                  |
| 353714 -            | 2011 VQ8                 | 31 luglio 2010    | WISE                 |
| 353715 -            | 2011 VZ8                 | 29 giugno 2005    | Spacewatch           |
| 353716 -            | 2011 VA10                | 19 settembre 2001 | Spacewatch           |
| 353717 -            | 2011 VN14                | 20 gennaio 2007   | Charleston           |
| 353718 -            | 2011 VS21                | 27 ottobre 2006   | Mt. Lemmon Survey    |
| 353719 -            | 2011 WM                  | 13 settembre 1996 | Spacewatch           |
| 353720 -            | 2011 WY                  | 13 febbraio 2008  | Spacewatch           |
| 353721 -            | 2011 WR1                 | 1º novembre 2010  | Mt. Lemmon Survey    |
| 353722 -            | 2011 WT19                | 26 settembre 2006 | Spacewatch           |
| 353723 -            | 2011 WK33                | 22 aprile 2009    | Mt. Lemmon Survey    |
| 353724 -            | 2011 WO33                | 20 febbraio 2009  | Mt. Lemmon Survey    |
| 353725 -            | 2011 WV37                | 19 gennaio 2004   | Spacewatch           |
| 353726 -            | 2011 WO54                | 19 maggio 2005    | Mt. Lemmon Survey    |
| 353727 -            | 2011 WF62                | 18 settembre 2010 | Mt. Lemmon Survey    |
| 353728 -            | 2011 WD98                | 23 settembre 2005 | Spacewatch           |
| 353729 -            | 2011 WT106               | 10 marzo 2008     | Mt. Lemmon Survey    |
| 353730 -            | 2011 WN114               | 24 novembre 2005  | Wiegert, P. A.       |
| 353731 -            | 2011 WR114               | 29 agosto 1995    | Lagerkvist, C.-I.    |
| 353732 -            | 2011 WC124               | 27 settembre 2006 | Mt. Lemmon Survey    |
| 353733 -            | 2011 WC145               | 21 agosto 2006    | Spacewatch           |
| 353734 -            | 2011 WM147               | 9 febbraio 2008   | Mt. Lemmon Survey    |
| 353735 -            | 2011 WL150               | 13 febbraio 2008  | Mt. Lemmon Survey    |
| 353736 -            | 2011 WT152               | 17 marzo 2005     | Mt. Lemmon Survey    |
| 353737 -            | 2011 XO1                 | 12 novembre 2010  | Mt. Lemmon Survey    |
| 353738 -            | 2011 YP                  | 20 novembre 2011  | Spacewatch           |
| 353739 -            | 2011 YN8                 | 27 settembre 2009 | Mt. Lemmon Survey    |
| 353740 -            | 2011 YB18                | 12 ottobre 2010   | Mt. Lemmon Survey    |
| 353741 -            | 2011 YC25                | 28 novembre 2005  | Spacewatch           |
| 353742 -            | 2011 YE28                | 24 novembre 2011  | Pan-STARRS1          |
| 353743 -            | 2011 YN40                | 29 settembre 2009 | Mt. Lemmon Survey    |
| 353744 -            | 2011 YL45                | 2 dicembre 2010   | Mt. Lemmon Survey    |
| 353745 Williamunruh | 2011 YE47                | 23 ottobre 2011   | Pan-STARRS1          |
| 353746 -            | 2011 YN49                | 7 febbraio 2008   | Mt. Lemmon Survey    |
| 353747 -            | 2011 YK57                | 14 ottobre 2009   | Mt. Lemmon Survey    |
| 353748 -            | 2011 YT65                | 1º ottobre 2009   | Mt. Lemmon Survey    |
| 353749 -            | 2011 YP74                | 19 maggio 2004    | Spacewatch           |
| 353750 -            | 2012 AG11                | 17 dicembre 2003  | LONEOS               |
| 353751 -            | 2012 BS6                 | 27 gennaio 2007   | Spacewatch           |
| 353752 -            | 2012 BC16                | 6 dicembre 2005   | Spacewatch           |
| 353753 -            | 2012 BU57                | 24 settembre 2008 | Mt. Lemmon Survey    |
| 353754 -            | 2012 BK82                | 27 gennaio 2007   | Spacewatch           |
| 353755 -            | 2012 BW101               | 9 settembre 2008  | Mt. Lemmon Survey    |
| 353756 -            | 2012 BR102               | 6 marzo 2002      | NEAT                 |
| 353757 -            | 2012 BO137               | 5 dicembre 2007   | Spacewatch           |
| 353758 -            | 2012 BR151               | 5 aprile 2003     | Spacewatch           |
| 353759 -            | 2012 CE8                 | 1º febbraio 1995  | Spacewatch           |
| 353760 -            | 2012 CY23                | 24 settembre 2003 | NEAT                 |
| 353761 -            | 2012 CF52                | 11 settembre 2007 | Mt. Lemmon Survey    |
| 353762 -            | 2012 DR24                | 19 gennaio 2001   | Spacewatch           |
| 353763 -            | 2012 DK55                | 24 marzo 2004     | Siding Spring Survey |
| 353764 -            | 2012 DX83                | 6 novembre 2005   | Mt. Lemmon Survey    |
| 353765 -            | 2012 FK1                 | 27 gennaio 2000   | Spacewatch           |
| 353766 -            | 2012 FQ28                | 5 giugno 2005     | Healy, D.            |
| 353767 -            | 2012 FF35                | 27 dicembre 2006  | Mt. Lemmon Survey    |
| 353768 -            | 2012 GP22                | 10 novembre 2004  | Spacewatch           |
| 353769 -            | 2012 GC30                | 19 ottobre 1999   | Spacewatch           |
| 353770 -            | 2012 HB4                 | 24 aprile 2001    | Spacewatch           |
| 353771 -            | 2012 HZ17                | 3 dicembre 2007   | Spacewatch           |
| 353772 -            | 2012 HM23                | 11 gennaio 2008   | Mt. Lemmon Survey    |
| 353773 -            | 2012 HK25                | 11 aprile 2005    | Spacewatch           |
| 353774 -            | 2012 HF43                | 13 marzo 2007     | Mt. Lemmon Survey    |
| 353775 -            | 2012 HS56                | 26 gennaio 2006   | Mt. Lemmon Survey    |
| 353776 -            | 2012 HU61                | 31 gennaio 2006   | CSS                  |
| 353777 -            | 2012 HS74                | 23 ottobre 2001   | NEAT                 |
| 353778 -            | 2012 HA77                | 28 agosto 2003    | NEAT                 |
| 353779 -            | 2012 HR78                | 18 gennaio 2004   | NEAT                 |
| 353780 -            | 2012 JP2                 | 12 aprile 2002    | LINEAR               |
| 353781 -            | 2012 JO23                | 29 maggio 2008    | Mt. Lemmon Survey    |
| 353782 -            | 2012 JB60                | 17 novembre 2006  | Mt. Lemmon Survey    |
| 353783 -            | 2012 KC21                | 7 aprile 2005     | Spacewatch           |
| 353784 -            | 2012 KM26                | 6 luglio 1997     | Spacewatch           |
| 353785 -            | 2012 KW30                | 7 ottobre 2004    | NEAT                 |
| 353786 -            | 2012 KZ45                | 24 agosto 2001    | LONEOS               |
| 353787 -            | 2012 MQ7                 | 29 giugno 2001    | Spacewatch           |
| 353788 -            | 2012 OK1                 | 30 settembre 1999 | CSS                  |
| 353789 -            | 2012 PG15                | 8 settembre 1999  | LINEAR               |
| 353790 -            | 2012 PE32                | 21 novembre 2009  | Spacewatch           |
| 353791 -            | 2012 PH43                | 24 settembre 1992 | Spacewatch           |
| 353792 -            | 2012 QR19                | 23 febbraio 2007  | Mt. Lemmon Survey    |
| 353793 -            | 2012 QK25                | 19 settembre 1995 | Spacewatch           |
| 353794 -            | 2012 QO33                | 17 settembre 2003 | Spacewatch           |
| 353795 -            | 2012 QY41                | 28 dicembre 2005  | CSS                  |
| 353796 -            | 2012 RR6                 | 6 settembre 2012  | Mt. Lemmon Survey    |
| 353797 -            | 2012 RO20                | 12 aprile 2005    | Mt. Lemmon Survey    |
| 353798 -            | 2012 RL31                | 31 gennaio 1998   | Spacewatch           |
| 353799 -            | 2012 ST16                | 23 settembre 2008 | CSS                  |
| 353800 -            | 2012 TP37                | 23 ottobre 2001   | NEAT                 |

## 353801-353900
| Nome     | Designazione provvisoria | Data di scoperta  | Scopritore               |
| -------- | ------------------------ | ----------------- | ------------------------ |
| 353801 - | 2012 TR52                | 5 ottobre 2000    | Spacewatch               |
| 353802 - | 2012 TP68                | 20 ottobre 1995   | Spacewatch               |
| 353803 - | 2012 TY99                | 20 marzo 1999     | Sloan Digital Sky Survey |
| 353804 - | 2012 TM106               | 14 settembre 2007 | Mt. Lemmon Survey        |
| 353805 - | 2012 TZ124               | 19 settembre 2003 | NEAT                     |
| 353806 - | 2012 TB132               | 23 ottobre 2003   | NEAT                     |
| 353807 - | 2012 TY149               | 10 dicembre 2005  | Spacewatch               |
| 353808 - | 2012 TD200               | 29 agosto 2005    | Spacewatch               |
| 353809 - | 2012 TF214               | 29 settembre 2008 | Mt. Lemmon Survey        |
| 353810 - | 2012 TU215               | 12 settembre 2001 | Buie, M. W.              |
| 353811 - | 2012 TM216               | 14 dicembre 2001  | LINEAR                   |
| 353812 - | 2012 TW222               | 23 maggio 2006    | Mt. Lemmon Survey        |
| 353813 - | 2012 TY230               | 13 febbraio 2010  | WISE                     |
| 353814 - | 2012 TJ243               | 20 ottobre 2003   | Spacewatch               |
| 353815 - | 2012 TF309               | 12 agosto 2001    | NEAT                     |
| 353816 - | 2012 TH310               | 28 dicembre 2002  | Spacewatch               |
| 353817 - | 2012 TV310               | 17 settembre 1995 | Spacewatch               |
| 353818 - | 2012 TF311               | 4 aprile 2005     | Mt. Lemmon Survey        |
| 353819 - | 2012 TN312               | 21 agosto 2007    | LONEOS                   |
| 353820 - | 2012 TC315               | 6 marzo 2003      | LONEOS                   |
| 353821 - | 2012 TH317               | 26 gennaio 2003   | LONEOS                   |
| 353822 - | 2012 TJ317               | 8 luglio 2003     | NEAT                     |
| 353823 - | 2012 TC319               | 10 agosto 1994    | Elst, E. W.              |
| 353824 - | 2012 UP38                | 25 ottobre 2008   | Spacewatch               |
| 353825 - | 2012 UU39                | 9 ottobre 1999    | Spacewatch               |
| 353826 - | 2012 UF56                | 18 agosto 2006    | NEAT                     |
| 353827 - | 2012 UJ56                | 24 agosto 2007    | Spacewatch               |
| 353828 - | 2012 UE61                | 16 novembre 2003  | Spacewatch               |
| 353829 - | 2012 UW88                | 18 dicembre 2007  | Spacewatch               |
| 353830 - | 2012 UX97                | 14 settembre 2006 | NEAT                     |
| 353831 - | 2012 UA102               | 20 maggio 2006    | Mt. Lemmon Survey        |
| 353832 - | 2012 UX108               | 13 gennaio 2005   | Spacewatch               |
| 353833 - | 2012 UE122               | 20 novembre 2007  | Mt. Lemmon Survey        |
| 353834 - | 2012 UX134               | 18 ottobre 2003   | Needville                |
| 353835 - | 2012 UV135               | 19 settembre 2001 | Sloan Digital Sky Survey |
| 353836 - | 2012 UV147               | 14 dicembre 2003  | Spacewatch               |
| 353837 - | 2012 UP150               | 13 marzo 2005     | Spacewatch               |
| 353838 - | 2012 UE167               | 19 novembre 2000  | LINEAR                   |
| 353839 - | 2012 VV16                | 2 dicembre 2004   | NEAT                     |
| 353840 - | 2012 VX16                | 7 marzo 2003      | Sloan Digital Sky Survey |
| 353841 - | 2012 VF17                | 10 dicembre 2004  | Spacewatch               |
| 353842 - | 2012 VO19                | 19 novembre 2003  | Spacewatch               |
| 353843 - | 2012 VD35                | 19 settembre 2006 | CSS                      |
| 353844 - | 2012 VM35                | 2 febbraio 2009   | Mt. Lemmon Survey        |
| 353845 - | 2012 VU37                | 19 ottobre 2006   | CSS                      |
| 353846 - | 2012 VF39                | 21 novembre 2003  | LINEAR                   |
| 353847 - | 2012 VH40                | 21 ottobre 2003   | NEAT                     |
| 353848 - | 2012 VN42                | 23 gennaio 2006   | Spacewatch               |
| 353849 - | 2012 VZ42                | 17 febbraio 2010  | Spacewatch               |
| 353850 - | 2012 VE45                | 14 gennaio 2002   | Spacewatch               |
| 353851 - | 2012 VS51                | 3 marzo 2009      | Mt. Lemmon Survey        |
| 353852 - | 2012 VE52                | 20 dicembre 1995  | Spacewatch               |
| 353853 - | 2012 VV78                | 14 novembre 2007  | Mt. Lemmon Survey        |
| 353854 - | 2012 VS85                | 10 marzo 2007     | Spacewatch               |
| 353855 - | 2012 VP90                | 6 ottobre 2008    | Spacewatch               |
| 353856 - | 2012 VX90                | 19 novembre 2003  | Spacewatch               |
| 353857 - | 2012 VP92                | 2 ottobre 2003    | Spacewatch               |
| 353858 - | 2012 VE93                | 7 ottobre 2005    | Mt. Lemmon Survey        |
| 353859 - | 2012 VN93                | 30 gennaio 2009   | CSS                      |
| 353860 - | 2012 VU93                | 7 dicembre 2005   | Spacewatch               |
| 353861 - | 2012 VV96                | 28 gennaio 2010   | WISE                     |
| 353862 - | 2012 VV97                | 15 agosto 2006    | Siding Spring Survey     |
| 353863 - | 2012 VP98                | 25 maggio 2006    | Mt. Lemmon Survey        |
| 353864 - | 2012 VF103               | 19 ottobre 2006   | CSS                      |
| 353865 - | 2012 VL104               | 9 novembre 2007   | Spacewatch               |
| 353866 - | 2012 WN2                 | 13 ottobre 2001   | Spacewatch               |
| 353867 - | 2012 WE3                 | 11 novembre 2004  | Spacewatch               |
| 353868 - | 2012 WG5                 | 12 settembre 2001 | Spacewatch               |
| 353869 - | 2012 WE8                 | 7 giugno 2006     | Siding Spring Survey     |
| 353870 - | 2012 WJ9                 | 9 febbraio 2003   | NEAT                     |
| 353871 - | 2012 WO9                 | 18 novembre 2001  | Sloan Digital Sky Survey |
| 353872 - | 2012 WY14                | 21 settembre 2006 | LONEOS                   |
| 353873 - | 2012 WF15                | 29 ottobre 2003   | Spacewatch               |
| 353874 - | 2012 WX15                | 14 novembre 2007  | Spacewatch               |
| 353875 - | 2012 WC17                | 13 gennaio 2003   | LINEAR                   |
| 353876 - | 2012 WV21                | 28 febbraio 2006  | Mt. Lemmon Survey        |
| 353877 - | 2012 WD24                | 14 ottobre 2001   | Sloan Digital Sky Survey |
| 353878 - | 2012 WM24                | 20 ottobre 2003   | Spacewatch               |
| 353879 - | 2012 WF28                | 19 settembre 1995 | Spacewatch               |
| 353880 - | 2012 WF33                | 21 aprile 2006    | Spacewatch               |
| 353881 - | 2012 WX34                | 16 ottobre 2006   | CSS                      |
| 353882 - | 2012 XX2                 | 30 novembre 2005  | Spacewatch               |
| 353883 - | 2012 XH4                 | 23 maggio 2003    | Spacewatch               |
| 353884 - | 2012 XP4                 | 2 settembre 2002  | Spacewatch               |
| 353885 - | 2012 XC8                 | 7 maggio 2010     | Mt. Lemmon Survey        |
| 353886 - | 2012 XY9                 | 31 dicembre 2002  | LINEAR                   |
| 353887 - | 2012 XD14                | 11 settembre 2007 | Mt. Lemmon Survey        |
| 353888 - | 2012 XF16                | 21 novembre 2008  | Spacewatch               |
| 353889 - | 2012 XJ17                | 18 dicembre 2001  | LINEAR                   |
| 353890 - | 2012 XF29                | 27 gennaio 2004   | Spacewatch               |
| 353891 - | 2012 XX33                | 30 dicembre 2007  | Spacewatch               |
| 353892 - | 2012 XA35                | 19 marzo 2009     | CSS                      |
| 353893 - | 2012 XK37                | 14 dicembre 2007  | Mt. Lemmon Survey        |
| 353894 - | 2012 XV37                | 19 novembre 2001  | LINEAR                   |
| 353895 - | 2012 XQ38                | 8 maggio 2005     | Mt. Lemmon Survey        |
| 353896 - | 2012 XM39                | 14 ottobre 2001   | Spacewatch               |
| 353897 - | 2012 XP41                | 4 dicembre 2002   | Buie, M. W.              |
| 353898 - | 2012 XU46                | 30 agosto 2005    | NEAT                     |
| 353899 - | 2012 XB48                | 18 dicembre 2001  | LINEAR                   |
| 353900 - | 2012 XE53                | 28 dicembre 2007  | Spacewatch               |

## 353901-354000
| Nome             | Designazione provvisoria | Data di scoperta  | Scopritore                                                |
| ---------------- | ------------------------ | ----------------- | --------------------------------------------------------- |
| 353901 -         | 2012 XJ53                | 25 dicembre 1998  | Spacewatch                                                |
| 353902 -         | 2012 XM53                | 23 giugno 2007    | Spacewatch                                                |
| 353903 Kudritzki | 2012 XN58                | 30 agosto 2011    | Pan-STARRS1                                               |
| 353904 -         | 2012 XJ67                | 13 gennaio 2002   | LINEAR                                                    |
| 353905 -         | 2012 XT76                | 2 febbraio 2005   | Spacewatch                                                |
| 353906 -         | 2012 XY84                | 21 agosto 2006    | Spacewatch                                                |
| 353907 -         | 2012 XP104               | 4 febbraio 2009   | Mt. Lemmon Survey                                         |
| 353908 -         | 2012 XR105               | 17 aprile 2005    | Spacewatch                                                |
| 353909 -         | 2012 XB110               | 30 novembre 2005  | Spacewatch                                                |
| 353910 -         | 2012 XH116               | 23 settembre 2005 | Spacewatch                                                |
| 353911 -         | 2012 XQ116               | 20 novembre 2000  | LINEAR                                                    |
| 353912 -         | 2012 XL118               | 11 aprile 1996    | Spacewatch                                                |
| 353913 -         | 2012 XY120               | 11 ottobre 2001   | LINEAR                                                    |
| 353914 -         | 2012 XG122               | 10 ottobre 2002   | Sloan Digital Sky Survey                                  |
| 353915 -         | 2012 XN125               | 27 febbraio 2006  | Spacewatch                                                |
| 353916 -         | 2012 XL133               | 15 gennaio 2005   | Spacewatch                                                |
| 353917 -         | 2012 XP135               | 12 dicembre 1996  | Spacewatch                                                |
| 353918 -         | 2012 XL139               | 21 giugno 2007    | Mt. Lemmon Survey                                         |
| 353919 -         | 2012 XQ144               | 10 gennaio 2002   | NEAT                                                      |
| 353920 -         | 2012 XL146               | 20 settembre 1995 | Spacewatch                                                |
| 353921 -         | 2012 XW147               | 20 febbraio 2006  | CSS                                                       |
| 353922 -         | 2012 XN149               | 18 novembre 2007  | Mt. Lemmon Survey                                         |
| 353923 -         | 4531 P-L                 | 24 settembre 1960 | van Houten, C. J., van Houten-Groeneveld, I., Gehrels, T. |
| 353924 -         | 6756 P-L                 | 24 settembre 1960 | van Houten, C. J., van Houten-Groeneveld, I., Gehrels, T. |
| 353925 -         | 1199 T-2                 | 29 settembre 1973 | van Houten, C. J., van Houten-Groeneveld, I., Gehrels, T. |
| 353926 -         | 1101 T-3                 | 17 ottobre 1977   | van Houten, C. J., van Houten-Groeneveld, I., Gehrels, T. |
| 353927 -         | 1992 ED2                 | 5 marzo 1992      | Spacewatch                                                |
| 353928 -         | 1995 DW5                 | 23 febbraio 1995  | Spacewatch                                                |
| 353929 -         | 1995 FZ10                | 27 marzo 1995     | Spacewatch                                                |
| 353930 -         | 1995 OX17                | 27 luglio 1995    | Spacewatch                                                |
| 353931 -         | 1995 QL4                 | 20 agosto 1995    | Spacewatch                                                |
| 353932 -         | 1995 WZ13                | 16 novembre 1995  | Spacewatch                                                |
| 353933 -         | 1995 WM19                | 17 novembre 1995  | Spacewatch                                                |
| 353934 -         | 1995 WB36                | 21 novembre 1995  | Spacewatch                                                |
| 353935 -         | 1996 RB3                 | 14 settembre 1996 | NEAT                                                      |
| 353936 -         | 1997 EJ29                | 2 marzo 1997      | Spacewatch                                                |
| 353937 -         | 1997 SO14                | 28 settembre 1997 | Spacewatch                                                |
| 353938 -         | 1998 QR15                | 23 agosto 1998    | LINEAR                                                    |
| 353939 -         | 1998 QH61                | 23 agosto 1998    | LONEOS                                                    |
| 353940 -         | 1998 QG85                | 24 agosto 1998    | LINEAR                                                    |
| 353941 -         | 1998 SD40                | 24 settembre 1998 | Spacewatch                                                |
| 353942 -         | 1998 SR176               | 22 settembre 1998 | LONEOS                                                    |
| 353943 -         | 1998 TU29                | 15 ottobre 1998   | CSS                                                       |
| 353944 -         | 1998 XO6                 | 8 dicembre 1998   | Spacewatch                                                |
| 353945 -         | 1998 YH14                | 20 dicembre 1998  | Spacewatch                                                |
| 353946 -         | 1999 AQ28                | 22 dicembre 1998  | Spacewatch                                                |
| 353947 -         | 1999 CT8                 | 9 febbraio 1999   | LINEAR                                                    |
| 353948 -         | 1999 FH5                 | 18 marzo 1999     | Spacewatch                                                |
| 353949 -         | 1999 FL93                | 21 marzo 1999     | Sloan Digital Sky Survey                                  |
| 353950 -         | 1999 RP30                | 8 settembre 1999  | LINEAR                                                    |
| 353951 -         | 1999 RE39                | 6 settembre 1999  | CSS                                                       |
| 353952 -         | 1999 RL84                | 7 settembre 1999  | LINEAR                                                    |
| 353953 -         | 1999 SC21                | 30 settembre 1999 | Spacewatch                                                |
| 353954 -         | 1999 TH73                | 10 ottobre 1999   | Spacewatch                                                |
| 353955 -         | 1999 TG87                | 15 ottobre 1999   | Spacewatch                                                |
| 353956 -         | 1999 TQ232               | 5 ottobre 1999    | CSS                                                       |
| 353957 -         | 1999 TE264               | 15 ottobre 1999   | Spacewatch                                                |
| 353958 -         | 1999 TF304               | 4 ottobre 1999    | Spacewatch                                                |
| 353959 -         | 1999 UC23                | 31 ottobre 1999   | Spacewatch                                                |
| 353960 -         | 1999 UG40                | 16 ottobre 1999   | LINEAR                                                    |
| 353961 -         | 1999 VD71                | 4 novembre 1999   | LINEAR                                                    |
| 353962 -         | 1999 VB89                | 4 novembre 1999   | LINEAR                                                    |
| 353963 -         | 1999 VG95                | 4 ottobre 1999    | CSS                                                       |
| 353964 -         | 1999 VY152               | 10 novembre 1999  | Spacewatch                                                |
| 353965 -         | 1999 WU5                 | 29 novembre 1999  | Spacewatch                                                |
| 353966 -         | 1999 XO41                | 7 dicembre 1999   | LINEAR                                                    |
| 353967 -         | 1999 XM136               | 12 dicembre 1999  | CSS                                                       |
| 353968 -         | 1999 XP227               | 15 dicembre 1999  | Spacewatch                                                |
| 353969 -         | 1999 XG244               | 3 dicembre 1999   | Spacewatch                                                |
| 353970 -         | 1999 YT17                | 28 dicembre 1999  | LINEAR                                                    |
| 353971 -         | 2000 AE210               | 5 gennaio 2000    | Spacewatch                                                |
| 353972 -         | 2000 AD218               | 8 gennaio 2000    | Spacewatch                                                |
| 353973 -         | 2000 BS39                | 27 gennaio 2000   | Spacewatch                                                |
| 353974 -         | 2000 CY2                 | 2 febbraio 2000   | LINEAR                                                    |
| 353975 -         | 2000 CY58                | 6 febbraio 2000   | LINEAR                                                    |
| 353976 -         | 2000 CU107               | 5 febbraio 2000   | Buie, M. W.                                               |
| 353977 -         | 2000 CC142               | 3 febbraio 2000   | Spacewatch                                                |
| 353978 -         | 2000 DJ32                | 29 febbraio 2000  | LINEAR                                                    |
| 353979 -         | 2000 DH97                | 29 febbraio 2000  | LINEAR                                                    |
| 353980 -         | 2000 EB1                 | 3 marzo 2000      | LINEAR                                                    |
| 353981 -         | 2000 ER9                 | 3 marzo 2000      | LINEAR                                                    |
| 353982 -         | 2000 EZ13                | 2 marzo 2000      | CSS                                                       |
| 353983 -         | 2000 GM43                | 5 aprile 2000     | LINEAR                                                    |
| 353984 -         | 2000 GN84                | 3 aprile 2000     | LINEAR                                                    |
| 353985 -         | 2000 JW60                | 7 maggio 2000     | LINEAR                                                    |
| 353986 -         | 2000 LV1                 | 4 giugno 2000     | LINEAR                                                    |
| 353987 -         | 2000 OQ19                | 30 luglio 2000    | LINEAR                                                    |
| 353988 -         | 2000 QD115               | 25 agosto 2000    | LINEAR                                                    |
| 353989 -         | 2000 QJ238               | 25 agosto 2000    | Buie, M. W.                                               |
| 353990 -         | 2000 QB245               | 25 agosto 2000    | Buie, M. W.                                               |
| 353991 -         | 2000 RL19                | 1º settembre 2000 | LINEAR                                                    |
| 353992 -         | 2000 RJ59                | 7 settembre 2000  | Spacewatch                                                |
| 353993 -         | 2000 SU18                | 23 settembre 2000 | LINEAR                                                    |
| 353994 -         | 2000 SL56                | 24 settembre 2000 | LINEAR                                                    |
| 353995 -         | 2000 SG70                | 4 settembre 2000  | LONEOS                                                    |
| 353996 -         | 2000 SB106               | 24 settembre 2000 | LINEAR                                                    |
| 353997 -         | 2000 SA184               | 20 settembre 2000 | NEAT                                                      |
| 353998 -         | 2000 SJ210               | 25 settembre 2000 | LINEAR                                                    |
| 353999 -         | 2000 SZ256               | 24 settembre 2000 | LINEAR                                                    |
| 354000 -         | 2000 SS329               | 27 settembre 2000 | Spacewatch                                                |